# Courtney Hoffos
Courtney Hoffos (Invermere, 30 agosto 1997) è una sciatrice freestyle canadese, specializzata nello ski cross.

## Biografia
Specializzata nello ski cross e attiva in gare FIS dal dicembre 2015, la Hoffos ha debuttato in Coppa del Mondo il 20 gennaio 2018, giungendo 21ª a Nakiska, e ha ottenuto il suo primo podio il 6 dicembre 2019 a Val Thorens, nella gara vinta dalla svedese Sandra Näslund.

## Palmarès

### Mondiali
- 1 medaglia:
  - 1 argento (ski cross a Engadina 2025)

### Coppa del Mondo
- Miglior piazzamento nella Coppa del Mondo di ski cross: 6ª nel 2021[1]
- 10 podi:
  - 5 secondi posti
  - 5 terzi posti